# جان هاروی کلاگ
جان هاروی کلاگ (به انگلیسی: John Harvey Kellogg) (۲۶ فوریه ۱۸۵۲–۱۴ دسامبر ۱۹۴۳ میلادی) پزشک، متخصص تغذیه، مخترع، فعال در زمینه سلامت و بهداشت و سرمایه‌دار آمریکایی بود. او مدیر آسایشگاه بتل کریک در شهر بتل‌کریک، میشیگان بود. این آسایشگاه توسط اعضای فرقه ای مسیحی به نام کلیسای ادونتیست‌های روز هفتم تأسیس شد. او با دیگر اعضای کلیسای ادونتیست اختلاف نظر پیدا کرد و این فرقه را در سال ۱۹۰۷ ترک کرد اما به پیروی بسیاری از اعتقادات ادونتیست ادامه داد؛ و تا زمان مرگش در سال ۱۹۴۳ میلادی مدیریت آسایشگاه بتل کریک را برعهده داشت. او همچنین به تأسیس دانشگاه پزشکی مذهبی آمریکا کمک کرد. این دانشگاه در ۱۸۹۵ تأسیس شد و در سال ۱۹۱۰ در دانشگاه ایالتی ایلینوی ادغام شد.
کلاگ رهبر جنبشی اجتماعی-مذهبی در زمینه سلامت و بهداشت به نام جنبش زندگی پاک بود. رهنمودهایی را که او تبلیغ می‌کرد ترکیبی از مطالب علمی و باورهای مذهبی ادونتیست‌ها بودند، مانند ترویج اصلاحات در زمینه بهداشت، میانه‌روی در صرف مشروبات الکلی و سرکوب امیال جنسی. کلاگ طرفدارنظریه میکروبی بیماری‌ها بود. آسایشگاه بتل‌کریک به‌طور فعالانه به تبلیغ گیاه‌خواری، استفاده از اماله برای شست‌وشوی روده، ورزش، حمام آفتاب، آب‌درمانی می‌پرداخت و همچنین خودداری از مصرف الکل و تنباکو و کاهش فعالیت‌های جنسی را ترویج می‌کرد. بسیاری از غذاهای گیاهی که کلاگ به بیمارانش تجویز می‌کرد، به بازار عرضه شدند. او بیش‌تر برای اختراع برگه ذرت با کمک برادرش، ویل کیت کلاگ، شناخته شده‌است.

## زندگی شخصی
جان هاروی کلاگ در ۲۶ فوریه ۱۸۵۲ در شهر تایرون میشیگان به دنیا آمد. پدر او جان پرستون کلاگ (۱۸۰۶–۱۸۸۱) و مادر او اَن جنت استنلی (۱۸۲۴–۱۸۹۳) بود. پدرش جان پرستون در هدلی ماساچوست به دنیا آمد. جان پرستون و خانواده‌اش در سال ۱۸۳۴ به ایالت میشیگان نقل مکان و بعد از مرگ نخستین همسر وی و دومین ازدواج‌اش در سال ۱۸۴۲ به مزرعه‌ای در تایرون نقل مکان کردند. او شش فرزند از همسر اول و پنج فرزند از همسر دوم خود داشت. جان هاروی کلاگ و برادرش، ویل کیت کلاگ، از همسر دوم وی بودند.

## دیدگاه دربارهٔ تمایلات جنسی
کلاگ طرفدار سرکوب امیال جنسی بود. او بخش عمده‌ای از زندگی پزشکی خود را صرف برحذر داشتن مردم از فعالیت‌های جنسی کرد؛ با تأکید بر خطر بیماری‍های مقاربتی و همچنین با تکیه بر تعالیم فرقهٔ ادونتیست. کلاگ طرفدار باورهای الن جی وایت و سیلوستر گراهام مبنی بر اینکه غذاهای ساده و گیاهی باعث کاهش امیال جنسی می‌شود، بود. کلاگ باور داشت که تنها دو وعده غذای ساده و گیاهی در روز میل جنسی را کاهش خواهد داد.

### پیشگیری ازخود ارضایی و ختنه
او تحت تأثیر عقاید مذهبی‌اش به شدت مخالف عمل خودارضایی بود و معتقد بود که این کار باعث بیماری‌های مختلفی ار جمله سرطان رحم، بیماری‌های مجاری ادراری، شب ادراری، صرع، دیوانگی، تاری دید و غیره می‌شود و از این کار با لفظ «خودآزاری» یاد می‌کرد. او روش‌های غیرانسانی مختلفی را برای جلوگیری از خودارضایی پیشنهاد داد، از جمله ختنه بدون بی‌حسی برای هر دو جنس. او ختنه کودکان پسر بدون بی‌حسی را برای کاهش خودارضایی و تزریق اسید فنول به کلیتوریس زنان را در کتاب حقایق آشکار برای پیر و جوان پیشنهاد داد. و اینگونه نوشت:
درمانی که تقریباً همیشه برای پسربچه‌ها جواب می‌دهد، ختنه است. مخصوصاً اگر هر درجه‌ای از فموسیس وجود داشته باشد. عمل باید بدون بی‌حسی انجام شود تا درد اثری دائمی بر مغز بگذارد. مخصوصاً در مواردی که هدف از این کار تنبیه [کودکانی باشد که خودارضایی می‌کنند] باشد، بنابر این درد تا چندهفته ادامه می‌یابد و این انجام این عمل را قطع خواهد کرد.
در ادامه
درمان دیگری [برای جلوگیری از خوارضایی] که ما آن را امتحان کردیم و کاملاً هم موفق بود این است که پیش پوست روی سر آلت کشیده شود و سپس پیش پوست بخیه زده شود بنابراین دیگر نعوظ غیرممکن خواهد شد.
در مورد زنان
برای زنان تزریق اسید کربولیک خالص (فنول) به کلیتوریس برای کاستن از هیجانات غیرطبیعی مناسب است.
او همچنین برای جلوگیری از خودارضایی کودکان باندپیچی یا بستن دست‌ها، استفاده ازکمربند پاکدامنی، شوک الکتریکی، حمام سرد، استفاده از موادحساسیت‌زا برای ایجاد تاول روی پوست آلت تناسلی، استفاده از تنقیه با آب سرد، رژیم غذایی ساده، بریدن کلیتوریس و… را پیشنهاد می‌کرد.